# Puck Comic Party

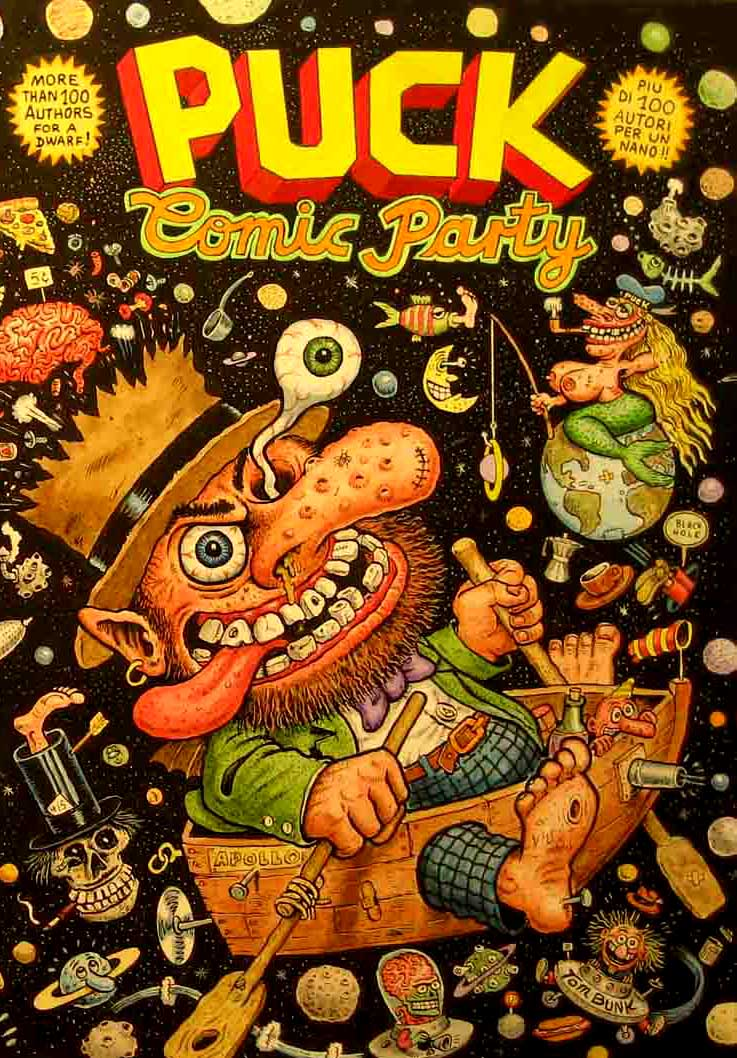
La copertina di Puck Comic Party, disegnata da Tom Bunk.

Puck Comic Party è una pubblicazione a fumetti del 2011, creata e coordinata dall'artista milanese Hurricane (Ivan Manuppelli) con la collaborazione di Emanuele Fossati e Marco Falatti, e che vede la partecipazione di oltre 170 fumettisti da tutto il mondo. 
Si tratta di un numero speciale della rivista Puck! (nata dalle ceneri della rivista The Artist) impostato sul gioco surrealista del Cadavere Squisito inventato da Andrè Breton: a ogni autore è stato chiesto di scrivere e disegnare in tre vignette quadrate la continuazione della storia iniziata, senza alcuna sceneggiatura prestabilita, con il principio di cogliere la provocazione narrativa dell’autore precedente e creare una nuova situazione per quello successivo.
Puck Comic Party ospita 170 artisti molto diversi tra loro, in veste di co-autori. Ogni partecipante infatti ha contribuito, in tre vignette della stessa dimensione, sia ai disegni che alla storia contenuta nel volume. Tra i disegnatori e scrittori del numero figurano i fondatori delle riviste satiriche Il Male , Frigidaire e Cuore, esponenti di testate internazionali come Mad Magazine, Punk Magazine, Psikopat ed El Vibora, veterani del fumetto underground europeo e americano, ma anche nomi provenienti da realtà apparentemente molto lontane, come autori de La Settimana Enigmistica, Il Corriere dei Piccoli, Carosello, Sergio Bonelli Editore, e una nutrita schiera di disegnatori della nuova generazione di fumetto indipendente.
La doppia copertina del numero è stata disegnata dal fumettista croato Tom Bunk, celebre per aver disegnato le figurine Sgorbions e molti contributi per la rivista americana Mad Magazine. La prefazione è stata scritta dal fumettista underground americano Jay Lynch.
All'uscita del numero sono seguite due presentazioni ufficiali. La prima nel novembre del 2012, in occasione di Lucca Comics & Games, e con la partecipazione dei fondatori assieme ai fumettisti Sergio Ponchione, Paolo Bacilieri e Jay Lynch (quest'ultimo in collegamento dagli USA). La seconda a Milano, in occasione della quale è stato girato uno speciale televisivo della trasmissione Cool Tour (Rai 5) e alla quale hanno partecipato anche Matteo Guarnaccia, Squaz, Maurizio Rosenzweig e Aleksandar Zograf (in collegamento). E l'ultima, con annessa performance disegnata, al festival Crack! Fumetti dirompenti di Roma, con la partecipazione dello stesso Hurricane, di Emanuele Fossati e del disegnatore americano Pat Moriarity. L'evento è stato immortalato dal TG3 del 24 giugno 2012.
Puck Comic Party esce a sedici anni di distanza da un esperimento editoriale simile, si tratta dell'americano The Narrative Corpse, creato e coordinato da Art Spiegelman.

## Differenze con“The Narrative Corpse”
The Narrative Corpse vede la partecipazione di 69 autori, Puck Comic Party ne ospita 170. 
In entrambi i casi è stato chiesto agli artisti partecipanti di lavorare a tre vignette, ma se in The Narrative Corpse gli autori ricevevano solo l’ultima vignetta dell’autore precedente, ignorando così quanto scritto e disegnato prima dagli altri, per la lavorazione di Puck Comic Party a ogni disegnatore è stato consegnato tutto il blocco realizzato in precedenza creando così un continuo gioco di richiami narrativi e stilistici tra autori molto lontani tra loro, sia dal punto di vista geografico che stilistico.
Quattro autori hanno partecipato a entrambi i progetti: Bill Griffith, Gary Leib, Jay Lynch e Robert Sikoryak. 

## Artisti partecipanti
1. Adriano Carnevali
2. Akab (Gabriele Di Benedetto)
3. Al Jaffee
4. Alberto Corradi
5. Aleksandar Zograf (Saša Rakezić)
6. Alex Tirana
7. Alfredo Castelli
8. Antonio Tubino
9. Athos Careghi
10. Beppe Madaudo
11. Fabrizio Fabbri
12. Bill Griffith
13. Brent Engstrom
14. Brian Buniak
15. Bruce Carleton
16. Bryan_Talbot
17. Carlo Peroni (Perogatt)
18. Carlo Squillante
19. Chester Bladeau
20. Chris Cilla
21. Ciro Fanelli
22. Corrado Mastantuono
23. Craoman
24. Daniele Luttazzi
25. Danilo Loizedda
26. Danilo Maramotti
27. Danny Hellman
28. Dast (Danilo Strulato)
29. Dav Guedin
30. David Degrand
31. David Paleo
32. Davide Toffolo
33. Denis Kitchen
34. Dennis Worden
35. Doug Allen
36. Doug Hansen
37. Dr Pira
38. Elena Rapa
39. Emanuele Fossati
40. Enzo Lunari
41. Everett Peck
42. Fabio Tonetto
43. Federico Della Putta
44. Ferruccio Alessandri
45. Frank_Stack
46. Francesca Ghermandi
47. Francesco Natali
48. Franco Origone
49. Fulber (Fulvio Bernardini)
50. Gary Leib
51. Gino Gavioli
52. Giorgio Franzaroli
53. Giorgio Rebuffi
54. Giorgio Santucci
55. Giorgio Sommacal e Augusto Rasori (Rasor)
56. Giovanni Romanini
57. Giuliano Rossetti
58. Giuseppe Laganà
59. Giuseppe Palumbo
60. Glenn Head
61. Gomè (Arnaud Gaumet)
62. Guido Manuli
63. Hal Robins
64. Hannes Pasqualini
65. Hein de Kort
66. Howard Cruse
67. Hunt Emerson
68. Hurricane (Ivan Manuppelli)
69. Ivo Milazzo
70. Jacopo Fo
71. Jason Paulos
72. Jay Kinney
73. Jay Lynch
74. Jim Mitchell
75. Jim Rugg
76. John Holmstrom
77. Johnny Ryan
78. Joseph Remnant
79. Joshua Held
80. Kerry Awn
81. Laca (Luca Montagliani)
82. Larry Welz
83. Lee Kennedy
84. Leone Cimpellin
85. Leslie Cabarga
86. Lloyd Dangle
87. Lluis Fuzzhound
88. Lord Hurk
89. Lorna Miller
90. Lrnz ( Lorenzo Ceccotti )
91. Luca Salvagno
92. Luciano Gatto
93. Lucio Tomaz
94. Mack White
95. Maicol e Mirco
96. Manuele Fior
97. Marc Bell
98. Marco Corona
99. Marco Nizzoli
100. Marcus Nyblom
101. Mark Bodé
102. Martin Lopez Lam
103. Massimo Giacon
104. Massimo Rotundo
105. Massimo Semerano
106. Mathias Lehmann
107. Mats!? (Matt Stromberg)
108. Matt Ellison
109. Matteo Guarnaccia
110. Maui & Neri (Elena Accenti e Cristian Neri)
111. Maurizio Ercole
112. Maurizio Rosenzweig
113. Mauro Cicarè
114. Mauro Gariglio
115. Max Capa
116. Max Clotfelter
117. Mike Diana
118. Milton Knight
119. Monte Wolverton
120. Mort Todd
121. Ned Sonntag
122. Nik Guerra
123. Nina Bunjevac
124. Officina Infernale (Alessandro Mozzato)
125. Olivier Besseron
126. Onsmith (Jeremy Smith)
127. Paco Alcazar
128. Paolo Bacilieri
129. Pat Moriarity
130. Pete Loveday
131. Peter Pontiac[7]
132. Peter Poplaski
133. Piero Tonin
134. Ratigher (Francesco D’Erminio)
135. Rick Altergott
136. Rifo
137. Robert Armstrong
138. Robert Sikoryak
139. Roberto Mangosi
140. Rocco Lombardi
141. Sacha Eckes
142. Sandro Dossi
143. Sergio Ponchione
144. Sergio Staino
145. Shawn Dickinson
146. Simone Lucciola
147. Skip Williamson
148. Squaz (Pasquale Todisco)
149. SS Sunda (Alessandro Zanotti)
150. Stefano Disegni
151. Stefano Zattera
152. Steve Stiles
153. Susan Butcher e Carol Wood
154. Terry Laban
155. The Air Pirates (Dan O’Neill, Ted Richards, Gary Hallgren)
156. The Mad Peck (John Peck)
157. Tino Adamo
158. Tiziano Angri
159. Tobias Tak
160. Tom Bunk
161. Tom Tomorrow (Dan Perkins)
162. Tony Millionaire
163. Tuono Pettinato
164. Vincenzo Jannuzzi
165. Vincenzo Sparagna
166. Vincino (Vincenzo Gallo)
167. Volker Reiche
168. Winston Smith
169. Winthrop Prince
170. Wostok